# Absolute Mehrheit (Fernsehsendung)
Absolute Mehrheit war der Titel einer von Stefan Raab initiierten und produzierten Polit-Talkshow. Die Sendung wurde von November 2012 bis September 2013 auf ProSieben ausgestrahlt. Im Vorfeld wurde das Konzept der Show in der Öffentlichkeit und Presse kontrovers diskutiert.

## Konzept
Zunächst diskutierten fünf Talk-Gäste (Politiker, Prominente, weniger bekannte Personen) drei Themen mit dem Ziel, die absolute Mehrheit der Zuschauer hinter sich zu versammeln. Die beiden Diskussionsteilnehmer, die nach zwei Runden am schlechtesten abschneiden, fielen aus dem Voting heraus, durften sich aber noch an der Diskussion beteiligen. In der letzten Runde waren noch drei Talk-Gäste im Rennen; der Sieger gewann, sofern er die absolute Mehrheit hinter sich versammeln konnte, 100.000 Euro. Konnte kein Kandidat die absolute Mehrheit erreichen, wanderten die 100.000 € in einen Jackpot. In den ersten drei Ausgaben analysierte ProSiebenSat.1-Nachrichtenchef Peter Limbourg die Kommentare der Talkgäste, ab der vierten Sendung übernahm Welt-Journalist Robin Alexander diese Aufgabe.
Raabs erklärtes Ziel war es, „die jungen Zielgruppen mit solchen Formaten wieder für Politik zu interessieren“.

## Sendungen
| Folge | Datum             | Gäste                                                                          | Gewinner der Sendung        | Absolute Mehrheit erzielt | Jackpot   | Themen                                                                                    |
| ----- | ----------------- | ------------------------------------------------------------------------------ | --------------------------- | ------------------------- | --------- | ----------------------------------------------------------------------------------------- |
| 1     | 11. November 2012 | Michael Fuchs, Wolfgang Kubicki, Thomas Oppermann, Jan van Aken, Verena Delius | Wolfgang Kubicki mit 42,6 % | Nein                      | 100.000 € | Steuergerechtigkeit, Energiewende und Soziale Netzwerke                                   |
| 2     | 17. Februar 2013  | Dorothee Bär, Linda Teuteberg, Katja Dörner, Yvonne Ploetz, Olli Schulz        | Linda Teuteberg mit 39,9 %  | Nein                      | 200.000 € | Frauenquote, Mietwahnsinn und Tugendrepublik Deutschland                                  |
| 3     | 24. März 2013     | Heinz Buschkowsky, Sido, Jens Spahn, Caren Lay, Boris Palmer                   | Sido mit 56,5 %             | Ja                        | 300.000 € | Legalisierung von (weichen) Drogen, Wahlrecht ab 16 und Begrenzung von Managergehältern   |
| 4     | 28. April 2013    | Gregor Gysi, Dirk Niebel, Bernd Lucke, Florian Pronold, Dirk Müller            | Gregor Gysi mit 48,3 %      | Nein                      | 100.000 € | Steuerhinterziehung (Fall Hoeneß), Eurokrise und Bildungsgerechtigkeit                    |
| 5     | 26. Mai 2013      | Lasse Becker, Garrelt Duin, Klaus Ernst, Cornelia Otto, Wolff-Christoph Fuss   | Klaus Ernst mit 43,4 %      | Nein                      | 200.000 € | Erfolgsmodell deutscher Fußball, Bedingungsloses Grundeinkommen und Politikverdrossenheit |

### Spezial-Sendung
Im Gegensatz zur regulären Sendung konnte bei der einzigen Spezialsendung nicht für die anwesenden Kandidaten abgestimmt werden, sondern es sollte der Gewinner des vorher gelaufenen TV-Duells ermittelt werden. Da es hierbei nur zwei Abstimmmöglichkeiten gegeben hatte, erhielt der Kandidat mit mehr Stimmen (Peer Steinbrück) automatisch die absolute Mehrheit.
| Spezial-Sendung | Datum             | Gäste                                                                   | Gewinner der Sendung       | Absolute Mehrheit erzielt | Jackpot   | Themen                                                        |
| --------------- | ----------------- | ----------------------------------------------------------------------- | -------------------------- | ------------------------- | --------- | ------------------------------------------------------------- |
| 1               | 1. September 2013 | Bascha Mika, Rebecca Mir, Robin Alexander, Michel Friedman, Ingo Appelt | Peer Steinbrück mit 50,3 % | Ja                        | 300.000 € | Analyse des TV-Duells von Angela Merkel gegen Peer Steinbrück |

## Rezeption

### Kritiken
Schon vor Ausstrahlung der ersten Folge stieß die Sendung auf massive Kritik. ARD-Chefredakteur Thomas Baumann bezeichnete das Konzept der Sendung, Talkshow und Gewinnmöglichkeiten miteinander zu verbinden, als „abwegig“. Die Frankfurter Rundschau konstatierte: „Die Raabisierung des deutschen Fernsehens geht weiter“ und verlautbarte, der Neustart der Sendung sage „zunächst einmal nichts Gutes über das Genre des Polittalks“. Bundestagspräsident Norbert Lammert äußerte, dass er das Konzept für „absoluten Unfug“ halte. Daraufhin konterte Raab in der Süddeutschen Zeitung: „Dass der Bundestagspräsident in dieser Form über eine Sendung urteilt, die das Ziel hat, junge Menschen wieder für die politische Diskussion zu begeistern, und die er noch nicht mal gesehen hat, finde ich unerhört.“ ZDF-Chefredakteur Peter Frey äußerte sich positiv: „Stefan Raabs Idee ist richtig, ob sie funktioniert, wird sich noch zeigen.“

### Einschaltquoten
| Sendung | Datum             | Zuschauer | Zuschauer       | Marktanteil | Marktanteil     | Quelle |
| Sendung | Datum             | Gesamt    | 14 bis 49 Jahre | Gesamt      | 14 bis 49 Jahre | Quelle |
| ------- | ----------------- | --------- | --------------- | ----------- | --------------- | ------ |
| 1       | 11. November 2012 | 1,79 Mio. | 1,28 Mio.       | 11,6 %      | 18,3 %          | [ 8 ]  |
| 2       | 17. Februar 2013  | 0,80 Mio. | 0,63 Mio.       | 5,2 %       | 9,1 %           | [ 9 ]  |
| 3       | 24. März 2013     | 0,89 Mio. | 0,75 Mio.       | 6,6 %       | 13,3 %          | [ 10 ] |
| 4       | 28. April 2013    | 1,03 Mio. | 0,71 Mio.       | 6,6 %       | 10,7 %          | [ 11 ] |
| 5       | 26. Mai 2013      | 0,54 Mio. | 0,42 Mio.       | 2,9 %       | 5,3 %           | [ 12 ] |

### Einschaltquote der Spezial-Sendung
| Sendung | Datum             | Zuschauer | Zuschauer       | Marktanteil | Marktanteil     | Quelle |
| Sendung | Datum             | Gesamt    | 14 bis 49 Jahre | Gesamt      | 14 bis 49 Jahre | Quelle |
| ------- | ----------------- | --------- | --------------- | ----------- | --------------- | ------ |
| 1       | 1. September 2013 | 1,21 Mio. | —               | 4,3 %       | 8,1 %           | [ 13 ] |